# 坪葵公路
坪葵公路（又叫坪葵路，葵坪路）由廣東省深圳市坪山區坪山街道通往龙岗区（大鹏新区）葵涌街道的公路，起點於坪山街道石井村，終點於葵涌街道葵丰村以南的葵涌立交，全長14公里，全段雙向分隔四線行車。
坪葵公路現屬广东 359省道（西宝线）其中一段。
如今坪葵公路各部分均已市政化，各部分分别成为为东纵路、荔景南路、绿梓大道和葵涌坪葵路的部分或全部。

## 途經區域
- 坪山街道
- 葵涌街道

## 著名地标
- 孙中山庚子首义纪念馆

| 東縱路 | 北←坪葵公路→南 （坪葵路、葵坪路） | 坪西路 （葵涌—西冲段） |